# Postosuchus
Postosuchus („krokodýl z Postu“) byl rod plaza ze skupiny Rauisuchia žijící v svrchním triasu. Mnoho jeho fosilií bylo nalezeno v Arizoně, Texasu, Novém Mexiku a Severní Karolíně. Pojmenován je podle lomu Post v Texasu. Šlo o masožravce a vrcholového predátora své doby. Jeho nejbližšími žijícími příbuznými jsou krokodýli, spolu s nimiž patří do kladu Pseudosuchia.

## Popis

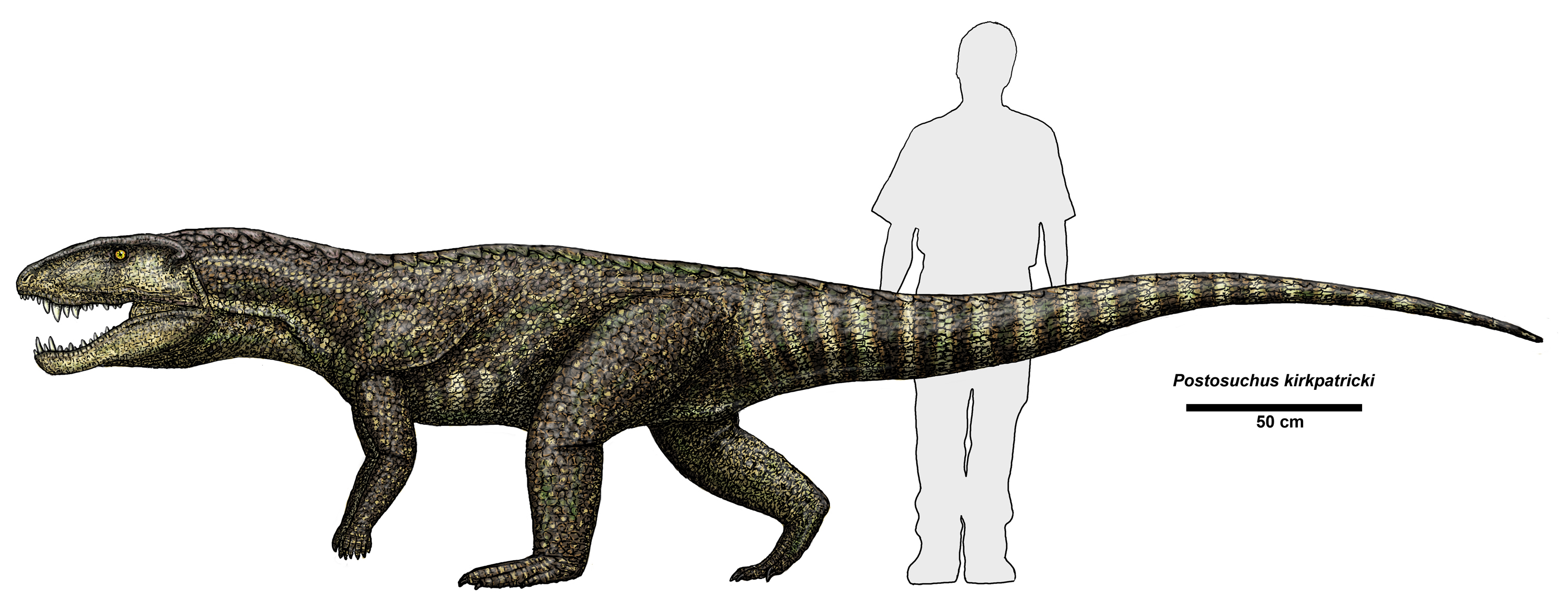
Srovnání velikosti druhu Postosuchus kirkpatricki a člověka.

Šlo o velkého dravce dlouhého od 4 do mírně více než 5 metrů, vysokého v nejvyšším bodě těla 1,2 až 1,3 metru a vážícího až 250 - 350 kg. Lebku měl dlouhou 50 - 60 cm. Měl dlouhý, protáhlý ocas a kratší tělo. Záda a krk měl kryté pevnými šupinatými pláty. Zadní nohy měl podstatně větší a mohutnější než nohy přední a končetiny měl umístěné pod tělem. Na základě tohoto je možné, že byl schopen pohybu po zadních nohou.
Žil v tropickém vlhkém prostředí, kde patřil mezi největší živočichy vůbec a šlo o vrcholového predátora.

## Nálezy
Byl objeven roku 1980 nedaleko města Post v Texasu a popsán byl v roce 1985 jako Postosuchus kirkpatricki a v roce 2008 byl popsán další druh Postosuchus alisonae nalezený v roce 1992 v Severní Karolíně.